# Olympische Sommerspiele 1996/Teilnehmer (Türkei)
| Gelbes Symbol für Goldmedaillen mit stilisierten Olympischen Ringen | Graues Symbol für Silbermedaillen mit stilisierten Olympischen Ringen | Braundes Symbol für Bronzemedaillen mit stilisierten Olympischen Ringen |
| ------------------------------------------------------------------- | --------------------------------------------------------------------- | ----------------------------------------------------------------------- |
| 4                                                                   | 1                                                                     | 1                                                                       |

Die Türkei nahm an den Olympischen Sommerspielen 1996 in Atlanta, USA, mit einer Delegation von 53 Sportlern (44 Männer und neun Frauen) teil.

## Medaillengewinner
Mit vier gewonnenen Gold-, einer Silber- und einer Bronzemedaille belegte das türkische Team Platz 19 im Medaillenspiegel.

### Gold
| Name/n            | Sportart     | Wettkampf                         |
| ----------------- | ------------ | --------------------------------- |
| Halil Mutlu       | Gewichtheben | Fliegengewicht                    |
| Naim Süleymanoğlu | Gewichtheben | Federgewicht                      |
| Mahmut Demir      | Ringen       | Superschwergewicht, Freistil      |
| Hamza Yerlikaya   | Ringen       | Mittelgewicht, griechisch-römisch |

### Silber
| Name/n           | Sportart | Wettkampf     |
| ---------------- | -------- | ------------- |
| Malik Beyleroğlu | Boxen    | Mittelgewicht |

### Bronze
| Name/n            | Sportart | Wettkampf                        |
| ----------------- | -------- | -------------------------------- |
| Mehmet Akif Pirim | Ringen   | Federgewicht, griechisch-römisch |

## Teilnehmer nach Sportarten

### Bogenschießen
- Okyay Küçükkayalar
Einzel: 59. Platz

- Elif Altınkaynak
Frauen, Einzel: 4. Platz
Frauen, Mannschaft: 4. Platz

- Natalia Nasaridse
Frauen, Einzel: 21. Platz
Frauen, Mannschaft: 4. Platz

- Elif Ekşi
Frauen, Einzel: 47. Platz
Frauen, Mannschaft: 4. Platz

### Boxen
- Yaşar Giritli
Halbfliegengewicht: 17. Platz

- Soner Karagöz
Bantamgewicht: 17. Platz

- Serdar Yağlı
Federgewicht: 17. Platz

- Vahdettin İşsever
Leichtgewicht: 17. Platz

- Nurhan Süleymanoğlu
Halbweltergewicht: 9. Platz

- Cahit Süme
Weltergewicht: 17. Platz

- Malik Beyleroğlu
Mittelgewicht: Silber

- Yusuf Öztürk
Halbschwergewicht: 17. Platz

### Gewichtheben
- Halil Mutlu
Fliegengewicht: Gold

- Hafız Süleymanoğlu
Bantamgewicht: Wettkampf nicht beendet

- Naim Süleymanoğlu
Federgewicht: Gold

- Mücahit Yağcı
Federgewicht: 7. Platz

- Ergün Batmaz
Leichtgewicht: 11. Platz

- Mehmet Yılmaz
Mittelgewicht: Wettkampf nicht beendet

- Dursun Sevinç
Leichtschwergewicht: 7. Platz

- Sunay Bulut
Mittelschwergewicht: 4. Platz

- Erdinç Aslan
Superschwergewicht: 11. Platz

### Judo
- Bektaş Demirel
Halbleichtgewicht: 21. Platz

- Salim Abanoz
Leichtgewicht: 13. Platz

- Iraklı Uznadze
Halbmittelgewicht: 7. Platz

- Selim Tataroğlu
Schwergewicht: 13. Platz

- Hülya Şenyurt
Frauen, Papiergewicht: 19. Platz

- İlknur Kobaş
Frauen, Halbmittelgewicht: 5. Platz

### Leichtathletik
- Alper Kasapoğlu
Zehnkampf: 29. Platz

- Serap Aktaş
Frauen, Marathon: 23. Platz

- Aysel Taş
Frauen, Speerwerfen: 18. Platz in der Qualifikation

### Ringen
- Bayram Özdemir
Papiergewicht, griechisch-römisch: 11. Platz

- Şeref Eroğlu
Bantamgewicht, griechisch-römisch: 17. Platz

- Mehmet Akif Pirim
Federgewicht, griechisch-römisch: Bronze

- Yalçın Karapınar
Leichtgewicht, griechisch-römisch: 11. Platz

- Nazmi Avluca
Weltergewicht, griechisch-römisch: 13. Platz

- Hamza Yerlikaya
Mittelgewicht, griechisch-römisch: Gold

- Hakkı Başar
Halbschwergewicht, griechisch-römisch: 5. Platz

- Metin Topaktaş
Fliegengewicht, Freistil: 6. Platz

- Harun Doğan
Bantamgewicht, Freistil: 4. Platz

- Yüksel Şanlı
Leichtgewicht, Freistil: 15. Platz

- Turan Ceylan
Weltergewicht, Freistil: 18. Platz

- Sebahattin Öztürk
Mittelgewicht, Freistil: 4. Platz

- Mahmut Demir
Superschwergewicht, Freistil: Gold

### Schießen
- Alp Kızılsu
Trap: 49. Platz
Doppeltrap: 31. Platz

### Schwimmen
- Kaan Berberoğlu
50 Meter Freistil: 51. Platz

- Can Ergenekan
400 Meter Freistil: 27. Platz
200 Meter Schmetterling: 27. Platz

- Derya Büyükuncu
100 Meter Rücken: 19. Platz
200 Meter Rücken: 21. Platz
100 Meter Schmetterling: 27. Platz

- Nida Zuhal
Frauen, 100 Meter Schmetterling: 36. Platz
Frauen, 200 Meter Schmetterling: 26. Platz

### Segeln
- Kutlu Torunlar
Windsurfen: 22. Platz

- Şükrü Sanus
470er: 34. Platz

- Kerem Özkan
470er: 34. Platz

- Alp Alpagut
Laser: 40. Platz

- Ayşe Sözeri
Frauen, Windsurfen: 25. Platz